# الحياة والحرية والسعي لتحقيق السعادة

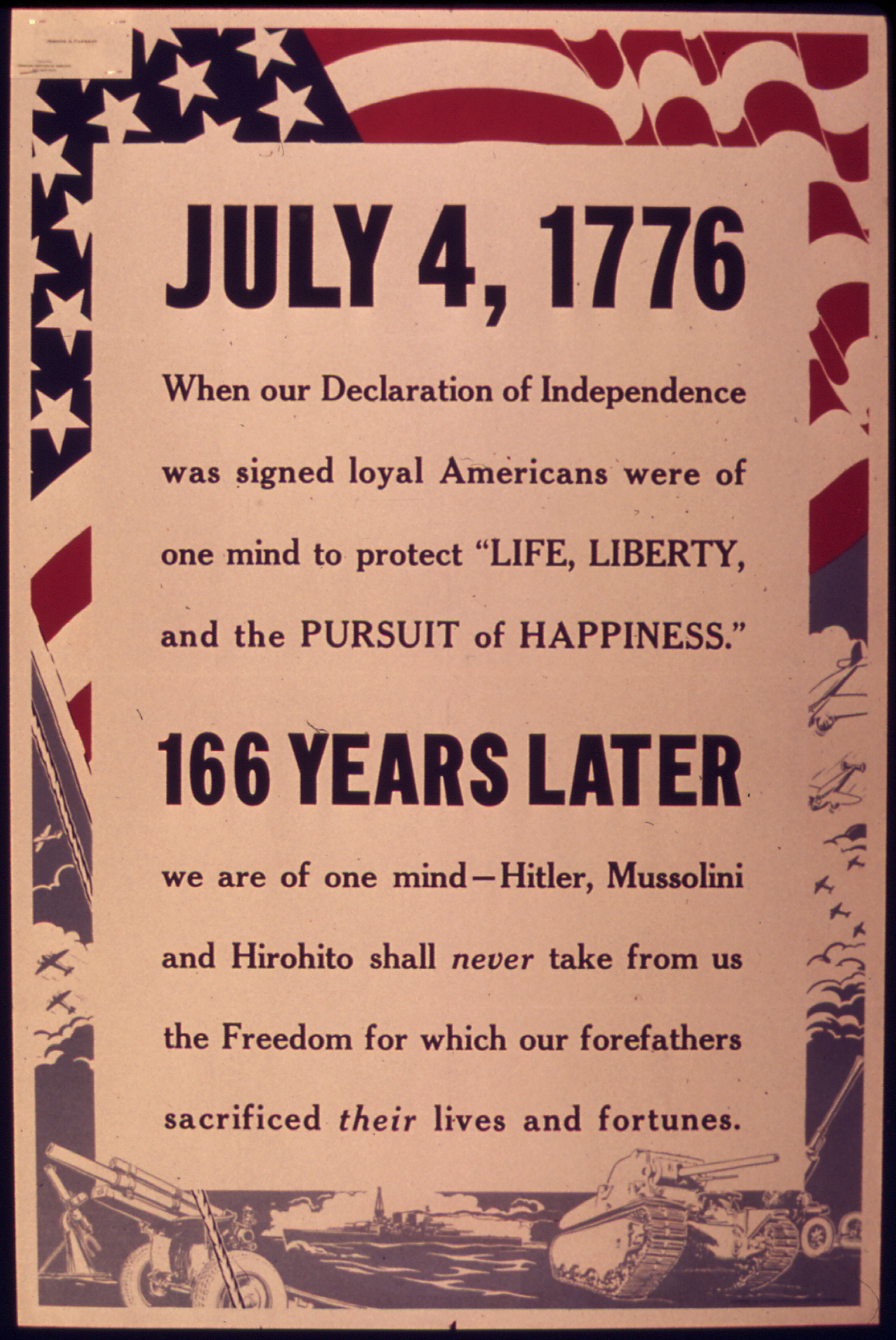
ملصق دعائي أمريكي في عقد 1940، والتي يذكر كلمة توماس جيفرسون

«الحياة والحرية والسعي لتحقيق السعادة» عبارةٌ شهيرة من عبارات إعلان الاستقلال الأمريكي. تقدم العبارة ثلاثة أمثلة عن الحقوق الراسخة التي يقول الإعلان إنها مُنحت لكل البشر من عند خالقهم وإن الحكومات أُسست لحفظها. مثل بقية المبادئ في إعلان الاستقلال، هذه العبارة ملزمة قانونيًا، لكن أُشير إليها واعتُبرت على نطاق واسع مصدر إلهام لأساس الحكومة.

## أصلها وصياغتها
صاغ توماس جيفرسون إعلان استقلال الولايات المتحدة، وحررته لجنة الخمسة التي تألفت من جيفرسون، وجون آدامز، وبنجامين فرانكلين، وروجر شيرمان، وروبرت ليفينغستون. ثم حررته لجنة الكلّ التابع للكونغرس القاري الثاني تحريرًا إضافيًا واعتمدته في الرابع من يوليو 1776. تحتوي الفقرة الثانية من المادة الأولى من إعلان الاستقلال على عبارة «الحياة، والحرية، والسعي وراء السعادة».
«المسودة الخام الأصلية» خاصة جيفرسون معروضة في مكتبة الكونغرس. استخدم جوليان بويد النسخة ليصنع صورة عن مسودة جيفرسون، والتي تقول: «إننا نعتبر هذه الحقائق مقدسة ولا ريب فيها؛ أن كل البشر قد خُلقوا سواسية وأحرارًا، وأنهم يستمدّون من هذا الخلق العادل حقوقًا أساسية وراسخة من بينها حماية الحياة والحرية والسعي وراء السعادة». حررت لجنة الخمسة مسودة جيفرسون. لم يُجر كونغرس الكُل تعديلات على نسختهم وبقيت سليمة، وتقول: «إننا نعتبر هذه الحقائق بديهية، أن كل الرجال قد خُلقوا سواسية، وأن خالقهم قد أنعم عليهم بحقوق راسخة معينة، والتي من بينها الحياة، والحرية، والسعي وراء السعادة».
حُدد عدد من مصادر الإلهام المحتملة لاستخدام جيفرسون العبارة في إعلان الاستقلال، رغم أن الباحثين يتجادلون حول المدى الفعلي لتأثير أي منها على جيفرسون. الخلاف الأعظم قائم بين أولئك الذين يقترحون كون العبارة مستمدة من جوك لوك وأولئك الذين يحددون مصدرًا آخر.

### فرضية الجذور اللوكيّة
في عام 1689، جادل لوك في أن المجتمع السياسي موجود من أجل حماية «الملكية»، والتي عرّفها باعتباره «حياة الشخص، وحريته، وعقاره». في كتاب رسالة في التسامح، كتبَ أن سلطة القاضي كانت محدودة في حماية «المصلحة المدنية» للشخص، والتي وصفها بأنها «الحياة، والحرية، والصحة، والجسد الخالي من الألم؛ وامتلاك أشياء مادية». أعلن في مؤلفه مقال خاص بالفهم البشري قائلًا: «تكمن أعلى درجات كمال الطبيعة الفكرية في السعي الواعي والمستمر وراء سعادة حقيقية وثابتة».
وفقًا لأولئك الباحثين الذين رأوا أن جذر فكر جيفرسون نابتٌ من مبادئ لوك، استبدل جيفرسون جملة «السعي وراء السعادة» بكلمة «عقار»، رغم كون هذا لا يعني أن جيفرسون كان يقصد «بالسعي وراء السعادة» الإشارة على نحو أولي أو حصري إلى الملكية. في ظل افتراض كهذا، كان إعلان الاستقلال ليُعلن أن الحكومة موجودة للأسباب الذي قدمها لوك في المقام الأول، ووسع البعض هذا المسار في التفكير ليدعم مفهوم الحكومة المحدودة.

### إعلان الحقوق الفرجينيّ
تتكلم المادتان الأولى والثانية من إعلان الحقوق الفرجينيّ، الذي كتبه جورج ميسون واعتمده مؤتمر نواب فرجينيا بالإجماع في 12 يونيو 1776، عن السعادة في سياق حقوق لوكيّة سهل التمييز وهي نموذج للطريقة التي عُبر فيها عن «الحقوق الأساسية الطبيعية للجنس البشري» آنذاك: «أن كل البشر متساوون في الحرية والاستقلال بطبيعتهم، وأن لهم حقوقًا فطريّة معينة، ومنها أنهم حينما يصيرون جزءًا من مجتمع، لا يمكنهم وفق أي اتفاقية، حرمان الأجيال القادمة أو تجريدها من التمتع بالحياة والحرية بوجود وسائل لكسب الملكية واقتنائها، والسعي وراء السعادة والأمان وإحرازها».
كان بنجامين فرانكلين متفقًا مع توماس جيفرسون في التقليل من أهمية حماية «الملكية» باعتبارها هدفًا من أهداف الحكومة. يُذكر أن فرانكلين رأى الملكية «صنيعة المجتمع» وعليه، اعتقد بوجوب فرض الضريبة عليها باعتبارها وسيلة لتمويل المجتمع المتمدن.